# Heizei
 (juin 2023).
Heizei (平城天皇, Heizei Tennō, 774 - 5 août 824) est le cinquante-et-unième empereur du Japon, selon l'ordre traditionnel de la succession, il règne de 806 à 809. Son nom personnel est prince Ate et il est aussi parfois connu comme « empereur Heijō » (Heijō Tennō). 
Son nom, Heizei, vient de Heizei-kyō, l'appellation officiellle de Nara, et il était souvent nommé Nara no Mikado (« l'empereur de Nara »).

## Généalogie
Heizei est le fils de l'empereur Kanmu et de Fujiwara no Otumoro. Il eut quatre épouses, et sept enfants impériaux nés de dames de la cour :
- Fujiwara no Tarashiko/Obiko, morte en 794 ; fille de Fujiwara no Momokawa, reçut le titre posthume d'impératrice
- Princesse Asahara, sa demi-sœur, née en 779; morte en 817; fille de l'empereur Kammu et de la princesse Sakahito
- Princesse Oyake, sa demi-sœur, née en 788, morte en 849 ; fille de l'empereur Kammu et de Tachibana no Tsuneko
- Une fille de Fujiwara no Tadanushi
- Fujiwara no Kusuko, morte en 810 ; fille de Fujiwara no Tanetsugu ; surnommée Naishi no Kami.
- Fujii no Toshi (Fujiko), fille de Fujii no Michiyori ; dame de la cour, mère de :
  - Prince Abo, né en 792, mort en 842 ; marié à la Princesse Ito, sa tante (801-861), fille de l'empereur Kammu et de Fujiwara no Heishi ; dont il eut 2 fils :
    - Prince Narihira, né en 825, mort en 880
    - Prince Yukihira, père de
      - Princesse Ayako, mariée à l'empereur Seiwa.
- Ise no Tsugiko, née en 772, morte en 812 ; fille de Ise no Ona ; dame de la cour; mère de :
  - Prince Takaoka, né en 799, mort en 865 ; prince héritier en 809 ; déposé en 810
  - prince Kose, mort en 882
  - Princesse Kamitsukeno, morte en 842
  - Princesse Iso no Kami, morte en 846
  - Princesse Ohara, morte en 863; princesse vestale d'Ise de 806 à 809.
- Ki no Iokazu, fille de Ki no Kotsuo ; dame de la cour, mère de :
  - Princesse Enu, morte en 835.

## Biographie
Avant son accession au trône, sa liaison avec Fujiwara no Kusuko, la mère de l'une de ses concubines, cause un scandale qui manque de lui coûter son rang de prince héritier, son père considérant la possibilité de l'en déchoir. Il devient cependant empereur à la mort de ce dernier en 806. En 809, malade, il abdique en faveur de son jeune frère le prince Kamino, qui devient alors l'empereur Saga.
Après son abdication, Heizei s'installe à Nara, et projette déplacer une nouvelle fois la capitale de Kyoto vers Nara. L'empereur Saga, feignant d'être d'accord avec lui, ignore cet avis et tente alors de réduire l'influence de l'ancien empereur. En 810, Heizei fomente une rébellion avec Kusuko, mais il est vaincu par l'armée impériale conduite par le shogun Sakanoue no Tamuramaro. À la suite de cette défaite, Kusuko se suicide. Heizei devient moine bouddhiste et passe le reste de ses jours à Nara. En 821, le maître shingon Kûkai lui transmet l'onction (kanjô), ce qui fit Heizei le premier membre de la famille impériale à suivre ainsi un rite du bouddhisme ésotérique.
Quant à son fils, le prince héritier Takaoka, il fut déchu de son rang, et Saga nomma son propre fils en tant que prince héritier.

### Kugyō (公卿)
Parmi le kugyô des empereurs Kammu, Heizei et Saga, relevons :
- Empereur Heizei (平城天皇), r. 806-809
- Udaijin, Miwa ookimi ou Miwa oh (神王), 798-806
- Udaijin, Fujiwara no Uchimaro (藤原内麿), 806-812

#### Sources
- Delmer Brown and Ichiro ISHIDA (transl. and ed. from the Japanese), Future and the Past: Translation and Study of the Gukanshō, an Interpretative History of Japan Written in 1219, Berkeley, University of California Press, 1979, 500 p. (ISBN 978-0-520-03460-0, lire en ligne)
- (fr) Isaac Titsingh, Siyun-sai Rin-siyo/Hayashi Gahō (1652). Nipon o daï itsi ran ou Annales des empereurs du Japon, traduites par M. Isaac Titsingh avec l'aide de plusieurs interprètes attachés au comptoir hollandais de Nangasaki; ouvrage revu, complété et corrigé sur l'original japonais-chinois, accompagné de notes et précédé d'un Aperçu d'histoire mythologique du Japon, par M. J. Klaproth.  Printed for the Oriental Translation Fund of Great Britain and Ireland [Royal Asiatic Society], London, 1834.
- (en) Varley, H. Paul (ed.), A Chronicle of Gods and Sovereigns: Jinnō Shōtōki of Kitabatake Chikafusa" translated by H. Paul Varley). New York, Columbia University Press, 1980  (ISBN 0-231-04940-4)

#### Études
- Louis Frédéric, Le Japon, dictionnaire et civilisation, Paris, Robert Laffont, coll. « Bouquins », 1996, 1419 p. [détail des éditions] (ISBN 2-221-06764-9)
- « Heizei tennō (774-824) », dans Iwao Seiichi, Sakamato Tarō, Hōgetsu Keigo, Yoshikawa Itsuji, Akiyama Terukazu, Iyanaga Teizō, Iyanaga Shōkichi, Matsubara Hideichi, Kanazawa Shizue, Dictionnaire historique du Japon, vol. 7, Tokyo, Librairie Kinokuniya, 1981 (lire en ligne), p. 121, lettre H (1).
- « Kusuko no hen », dans Iwao Seiichi, Sakamato Tarō, Hōgetsu Keigo, Yoshikawa Itsuji, Akiyama Terukazu, Iyanaga Teizō, Iyanaga Shōkichi, Matsubara Hideichi, Kanazawa Shizue, Dictionnaire historique du Japon, vol. 13 (lettre K [3]), Tokyo, Librairie Kinokuniya, 1987 (lire en ligne), p. 145

### Articles liés
- Incident de Kusuko

## Crédit d'auteurs
- (en) Cet article est partiellement ou en totalité issu de l’article de Wikipédia en anglais intitulé « Emperor Heizei » (voir la liste des auteurs).